# L’Isle-sur-Serein
L’Isle-sur-Serein település Franciaországban, Yonne megyében. Lakosainak száma 664 fő (2022. január 1.). L’Isle-sur-Serein Massangis, Angely, Blacy és Dissangis községekkel határos.

## Népesség
A település népességének változása:
| Lakosok száma | 714  | 680  | 684  | 662  | 661  | 661  | 660  | 660  | 664  |
|               | 2013 | 2015 | 2016 | 2017 | 2018 | 2019 | 2020 | 2021 | 2022 |